# Klinkerdriehoek

de standaard IPA-klinkervierhoek (eigenlijk een trapezium)

Een klinkerdriehoek of klinkervierhoek ook wel klinkerdiagram is een schema waarin de klanken van klinkers worden weergegeven. Afhankelijk van de taal, kan dit schema de vorm van een driehoek, hetzij vierhoek hebben. De getoonde symbolen in het diagram zijn ontleend aan het Internationaal Fonetisch Alfabet (IPA).

## Indeling van het diagram
De verticale zijde van het schema geeft aan hoe open of gesloten een klinker uitgesproken wordt, met daarbij de gesloten klanken bovenaan het schema en hoe lager in het schema, hoe meer open de klank wordt. Bij een open klinker bevindt de tong zich verder van het gehemelte dan bij een gesloten klinker. De horizontale zijde geeft aan waar in de mond (of keel) de klank gevormd wordt, dat wil zeggen waar de vernauwing tussen tong en gehemelte zich bevindt. Voorklinkers, zoals de i staan links, achterklinkers, zoals de u, rechts.

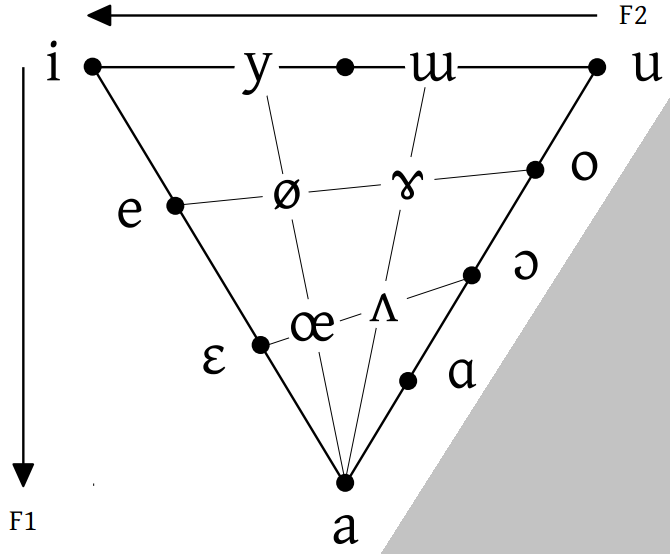
Klinkerdriehoek met de frequentieschalen van de formanten F1 en F2 aangegeven.

De twee assen komen ook overeen met de frequenties van de eerste formant (verticale as, de laagste frequentie staat bovenaan) en de tweede formant (horizontale as, de laagste frequentie staat rechts).
De uitspraak van de klinkers kan in vrijwel alle talen goed uitgebeeld worden door middel van een klinkerdiagram, dat de vorm kan hebben van een driehoek of een vierhoek. Normaliter is er een gelijke verdeling van de punten in dit stelsel. De meeste talen hebben een klinkerdriehoek, slechts 10% van alle talen hebben een klinkervierhoek, waaronder het Engels. In een klinkervierhoek zijn er, in tegenstelling tot een klinkerdriehoek, vier in plaats van drie uiteinden van het diagram.
De klank sjwa [ə] ligt in het centrum van het diagram; het wordt ook wel aangeduid als de neutrale klinker.  
De i is de klank waar de tong het meest hoog is. Bij de oe is de tong het laagst en bij de a is de kaak ook naar beneden. De tong- en kaakbewegingen zijn waar te nemen door snel van klank te veranderen (bijvoorbeeld door "oei oei oei" uit te spreken).
De tweeklanken worden in het diagram aangeduid met een pijl, die laat zien hoe de stand van de mond tijdens het uitspreken verandert.

## Nederlands- versus Belgisch-Nederlands
De klinkerdiagrammen van de Nederlandse taal zoals die in Nederland gesproken wordt verschilt van het Belgisch Nederlands.

Nederlands-Nederlands

Belgisch-Nederlands

## Geschiedenis
Een versie van de klinkerdriehoek is al beschreven in 1781, door de Duitser Christoph Friedrich Hellwag
 

De klinkerdriehoek had ook wel een andere oriëntatie dan volgens de IPA standaardisatie. In de uitgave van 1886 van het proefschrift van Hellwag staat de a onderaan, de Duitse u linksboven en de i rechtsboven. Daarentegen gebruikten Willemien Brom-Struick en Anna Fles in hun vocaaltabel een driehoek waar de a bovenaan stond, de ie linksonder en de oe rechtsonder.